# Елеонора Тер-Парсєгова-Махвіладзе
Елеонора Михайлівна Тер-Парсєгова-Махвіладзе (18 серпня 1875  — невідомо ) — грузинська політична діячка, вчителька, меншовичка, одна з п'яти жінок — членів Установчих зборів Грузії (1919—1921), крім Тер-Парсєгова-Махвіладзе до них увійшли Христина Шарашидзе, Ганна Сологашвілі, Єлизавета Накашидзе-Болквадзе та Мінадора Орджонікідзе-Торошелідзе.

## Біографія
Лола Тер-Парсєгова народилася 1875 року в Тифлісі в сім'ї Михайла Йосиповича Тер-Парсєгова, вірменина за національністю, і Матильди Василівни, уродженої Бартольд. Закінчила Тифліську жіночу гімназію. Член Соціал-демократичної партії з 1902 року.
У 1905 році разом з чоловіком лікарем Володимиром Махвіладзе переїхала до Сухумі. Викладала в приватній школі. Після маніфесту 17 жовтня 1905 року сухумська група Батумського комітету соціал-демократичної робітничої партії, членом якої була Елеонора, фактично взяла на себе управління містом Сухумі та замінила майже всі структури царської влади. У листопаді 1905 року на демонстрації було висунуто вимогу розпустити Сухумське міське зібрання й обрати нове, для цього потрібно було 2000 рублів на новий перепис населення. У переговорах з міським головою з цього питання брала участь з боку революціонерів і Елеонора Махвіладзе.
28 квітня 1908 року Тифліський суд засудив її до 1 року позбавлення волі, але від утримання під вартою вона була звільнена через вагітність. Пізніше до 1917 року арештована ще раз, за іншими відомостями двічі.

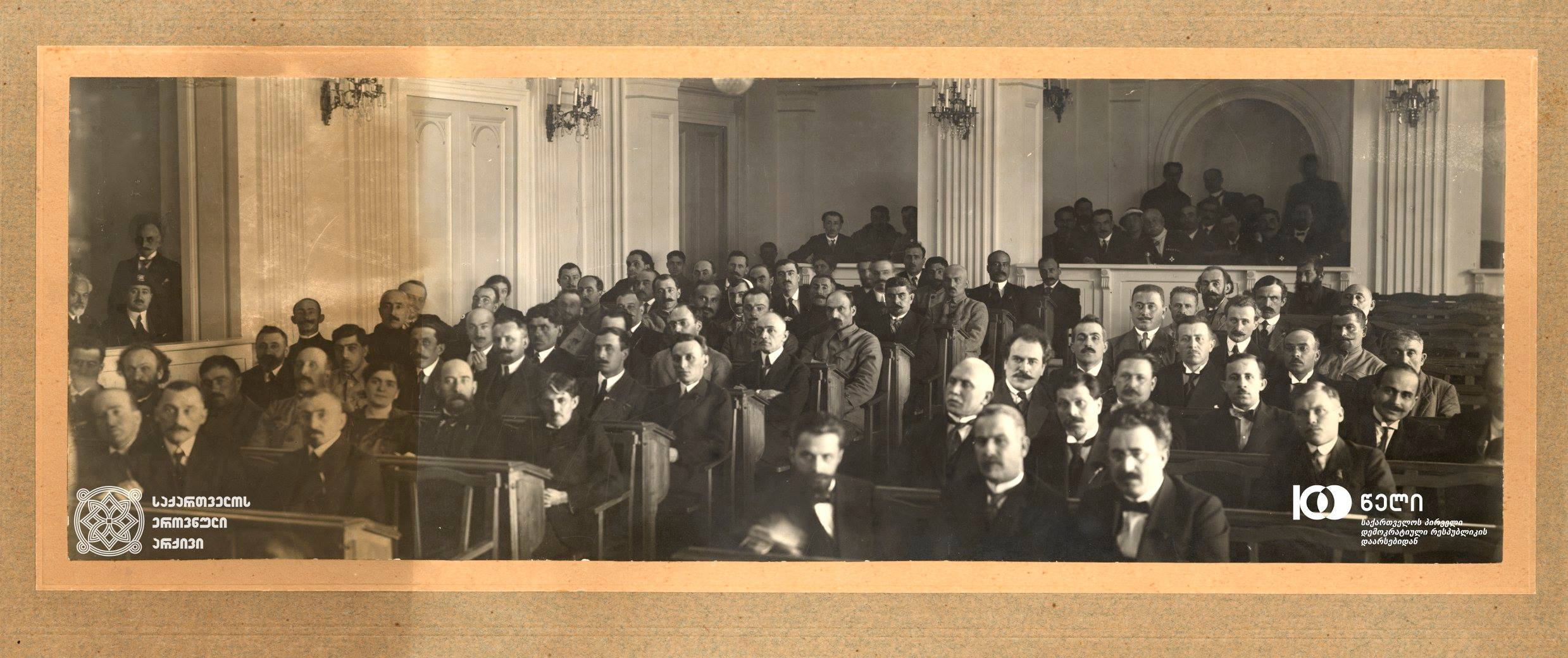
Установчі збори Грузії. Елеонора Махвіладзе в останньому ряду, ліва сторона

У 1918 році обрана до Установчого зібрання Грузинської демократичної республіки. Поставила підпис під Конституцією Грузії 1918 року. Була членом комісії Установчих зборів з праці та охорони здоров'я. У лютому 1919 року було обрано до міської ради Тифлісу. Вона була одним з лідерів профспілки. Була обрана почесним суддею Тифлісу.
З 1921 року, протидіючи радянізації, брала участь у підпільному русі. Квартира її сім'ї на Тифліс-Унделі (нинішня вулиця Петріашвілі) № 14 була під постійним наглядом. Входила до складу жіночого комітету членів соціал-демократичної партії Грузії, який нелегально допомагав політв'язням та їх родинам. З 1922 року комітет перетворився на єдину організацію представників різних антибільшовицьких політичних партій — «Грузинський політичний червоний хрест».
13 лютого 1922 року заарештована. 19 березня 1922 року президією надзвичайної комісії (ЧК) Грузії Елеонора Махвіладзе була засуджена до позбавлення волі на три місяці без урахування попереднього ув'язнення. Звільнена 14 липня 1922 року у зв'язку з погіршенням стану здоров'я. У 1925 році стала членом ЦК підпільної Соціал-демократичної робітничої партії Грузії, пізніше його головою. 22 лютого 1926 року заарештована ОГПУ і вислана із Закавказзя.
У 1930-х роках, після повернення із заслання, вона займалася приватною педагогічною діяльністю. Дата смерті невідома.

## Відгуки сучасників
«Вона збирала учнів міських і реальних шкіл і вчила співати «Марсельєзу» зі злегка зміненим на адресу імператора Миколи Другого текстом. Вона плекала в молоді бунтарство, ідеї непокори.
Махвіладзе виступала на бульварі перед морем людей, і закликала до мобілізації сил і єдності, щоб «не дати можливість вмираючому уряду встати на ноги». Олена (Елеонора) Махвіладзе часто очолювала народні ходи, тримаючи в руках червоний прапор».

## Родина
- Чоловік — Володимир Махвіладзе, лікар. В родині були діти, але їх імена і долі поки невідомі.
- Брат — Костянтин Михайлович Тер-Парсєгов, хімік за професією, служив у артилерійській частині Червоної армії в Грузії, був заарештований у лютому 1922 року[2].